# Бусани (посёлок)
Бусани — посёлок в Баунтовском эвенкийском районе Бурятии. Входит в сельское поселение «Уакитское».

## География
Расположен в 16 км к югу от центра сельского поселения посёлка Уакит на острове озера Бусани.

## История
Основан в 1933 году как рыболовецкий участок Баргузинского рыбзавода. С 1977 по 1990-е — участок Баунтовского рыбзавода.

## Население
| 2002 | 2010 |
| ---- | ---- |
| 44   | ↘35  |